# 罗伯特·印第安纳
罗伯特·印第安纳（英語：Robert Indiana，1928年9月13日— 2018年5月19日），原名罗伯特·克拉克（Robert Clark），美国波普艺术家。

## 生平
罗伯特·印第安纳生于印第安纳州的纽卡斯尔，此后移居印第安纳波利斯并从当地的阿森纳技术中学毕业。
1954年，罗伯特·印第安纳移居纽约，开始了他的波普艺术生涯。他的作品构成多源于大众传媒、流行文化和商业广告这些非抽象表现主义的元素，这些在当时与众不同的艺术特征使他的作品更富有诗意和叙事性。印第安纳的许多作品都包含字符，例如使用“EAT”、“HUG”和“LOVE”等，他所使用的这些字母和数字简明又清晰，并且在消解原有意义的同时也萌生了新的含义。

## 作品圖片

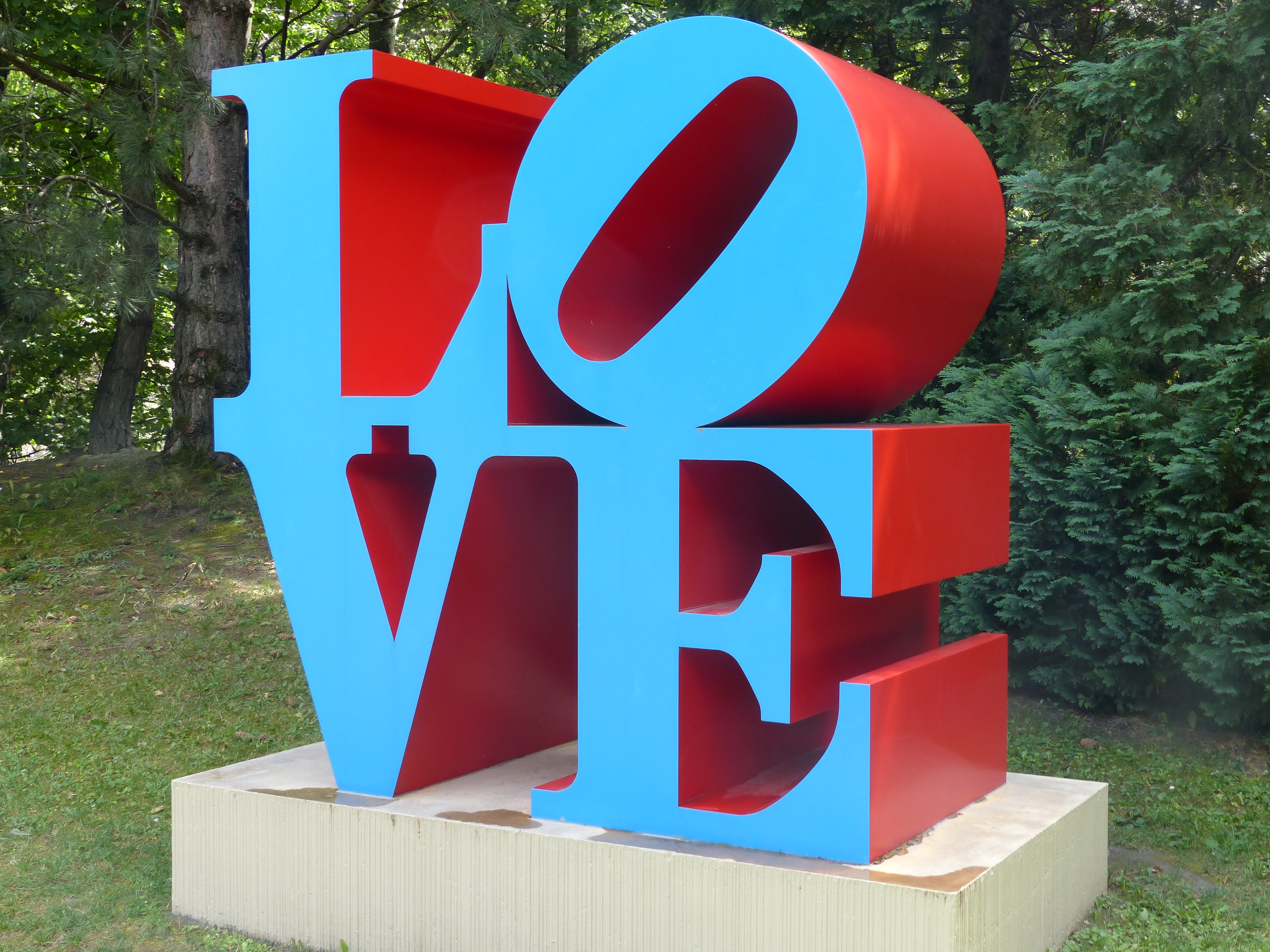
「Love」雕塑
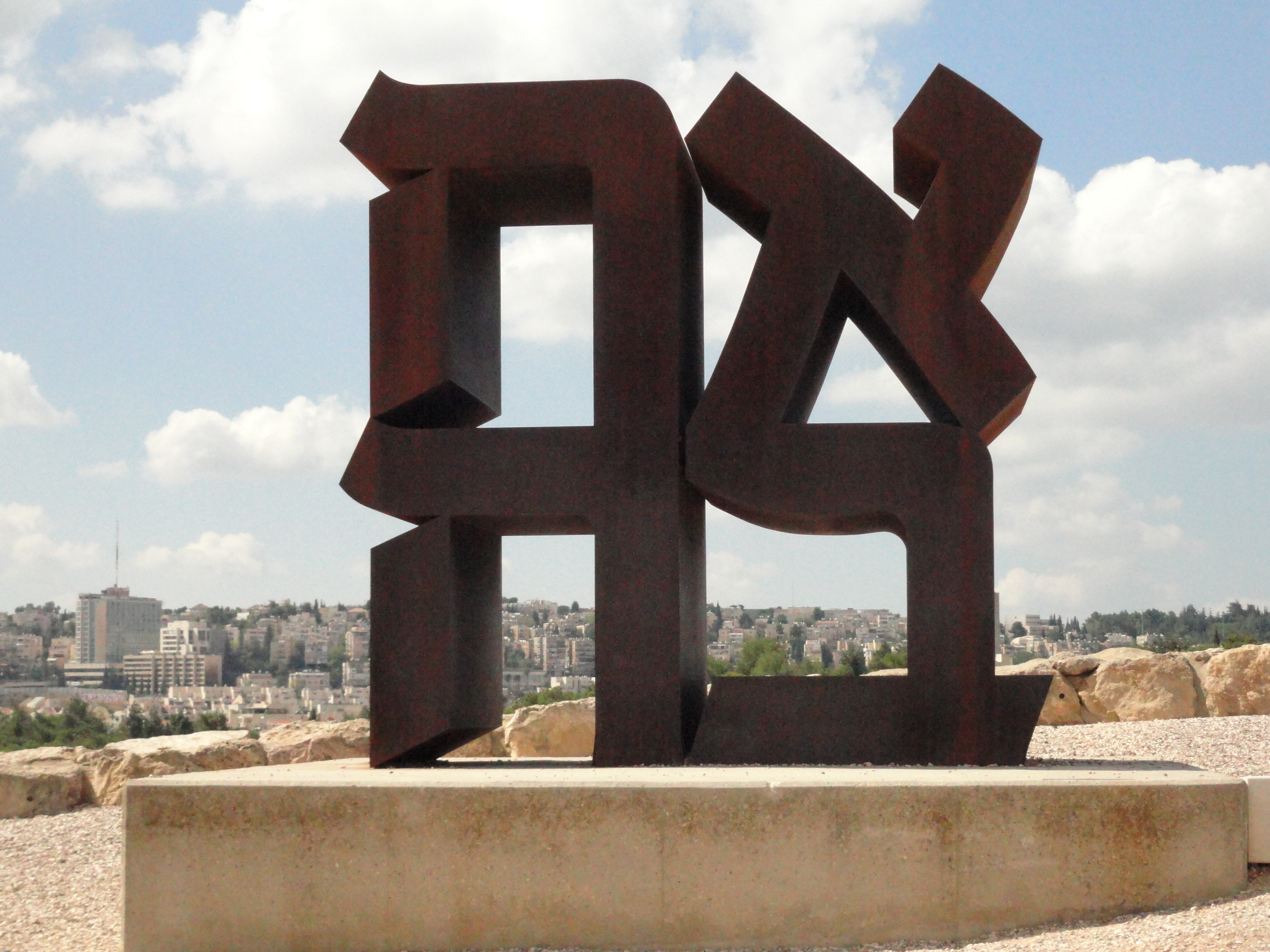
「Ahava」雕塑
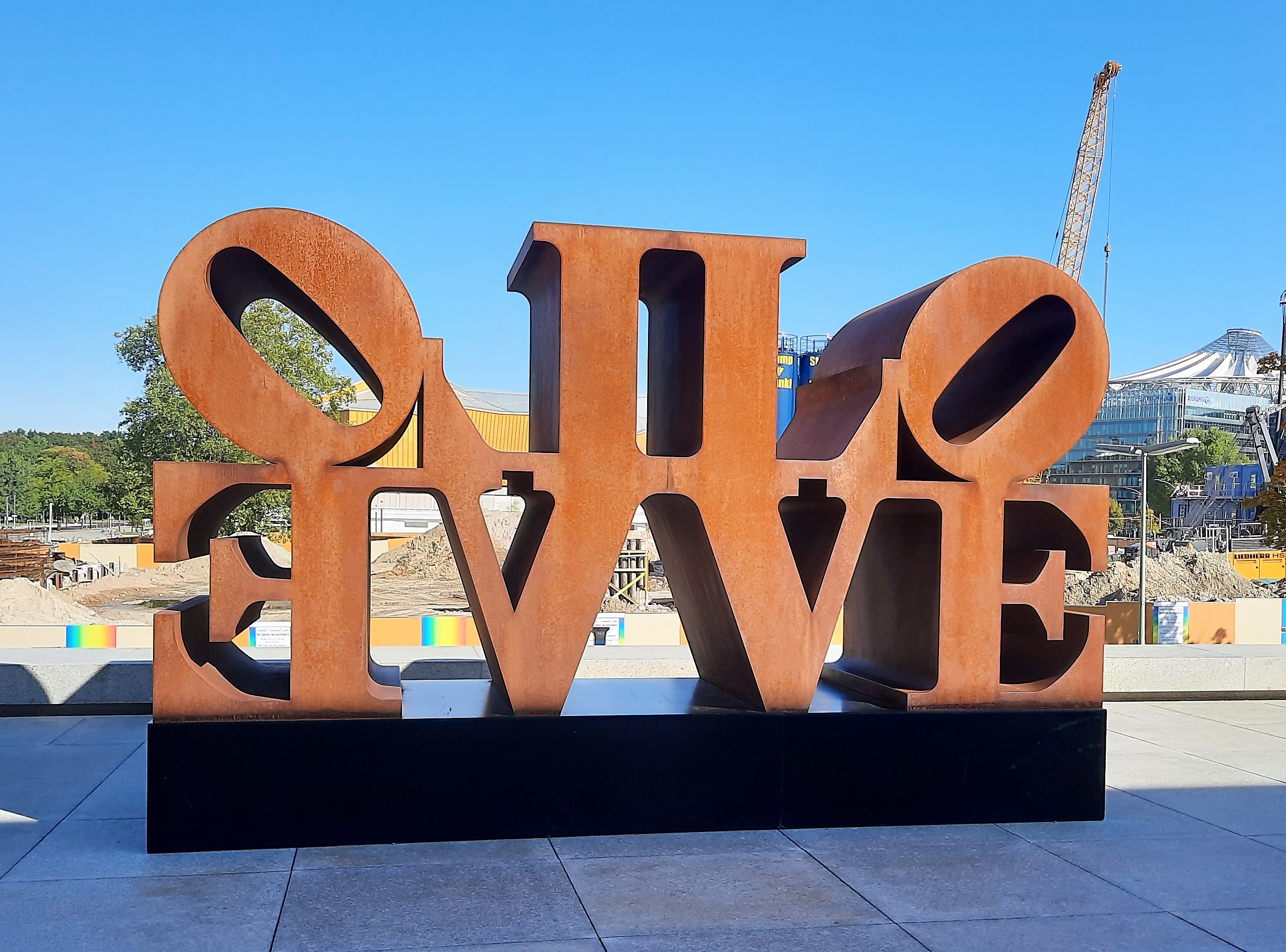
「Imperial Love」雕塑

## 外部連結
- American Dream （页面存档备份，存于）: Collaboration with American poet Robert Creeley at 2River
- （页面存档备份，存于） Smithsonian Museum of American Art